# Niklas Kronwall
Niklas Kronwall (Stoccolma, 12 gennaio 1981) è un ex hockeista su ghiaccio svedese di ruolo difensore. È membro del Triple Gold Club.

## Palmarès

### Club
- Stanley Cup: 1

Detroit: 2007-2008
- Campionato svedese: 2

Djurgården: 1999-2000, 2000-2001

### Nazionale
- Giochi olimpici: 1

Torino 2006
- Campionato mondiale di hockey su ghiaccio: 1

Lettonia 2006
- Campionato europeo di hockey su ghiaccio Under-18: 1

Svezia 1998

### Individuale
- Triple Gold Club: 1

4 giugno 2008
- Eddie Shore Award: 1

2004-2005
- AHL First All-Star Team: 1

2004-2005
- MVP del Campionato mondiale di hockey su ghiaccio: 1

Lettonia 2006
- Miglior difensore del Campionato mondiale di hockey su ghiaccio: 1

Lettonia 2006
- Campionato mondiale di hockey su ghiaccio All-Star Team: 2

Austria 2005, Lettonia 2006
- Campionato mondiale di hockey su ghiaccio Under-18 All-Star Team: 1

Germania 1999